# Los Altos Hills
Los Altos Hills és una població dels Estats Units a l'estat de Califòrnia. Segons el cens del 2000 tenia 7.902 habitants.

## Demografia
Segons el cens del 2000, Los Altos Hills tenia 7.902 habitants, 2.740 habitatges, i 2.339 famílies. La densitat de població era de 353,9 habitants/km².
Dels 2.740 habitatges en un 34,6% hi vivien nens de menys de 18 anys, en un 79% hi vivien parelles casades, en un 4,4% dones solteres, i en un 14,6% no eren unitats familiars. En el 10,5% dels habitatges hi vivien persones soles el 4,9% de les quals corresponia a persones de 65 anys o més que vivien soles. El nombre mitjà de persones vivint en cada habitatge era de 2,86 i el nombre mitjà de persones que vivien en cada família era de 3,02.
Per edats la població es repartia de la següent manera: un 23,6% tenia menys de 18 anys, un 4% entre 18 i 24, un 19,6% entre 25 i 44, un 35,8% de 45 a 60 i un 17% 65 anys o més.
L'edat mediana era de 47 anys. Per cada 100 dones de 18 o més anys hi havia 94,2 homes.
Entorn del 2,2% de les famílies i el 3,9% de la població estaven per davall del llindar de pobresa.

## Poblacions més properes
El següent diagrama mostra les poblacions més properes.